# Caribou (Musiker)
Daniel Victor Snaith (* 1978 in London, Ontario), bekannt unter den Künstlernamen Caribou, Daphni und (früher) Manitoba, ist ein kanadischer Electro-Musiker.
Snaith, Sohn des Mathematikers Victor Snaith, wurde im kanadischen London geboren und wuchs in Dundas auf. Er besuchte die Parkside Secondary School und studierte Mathematik an der University of Toronto und am Imperial College in London. Dort promovierte er mit einer Arbeit mit dem Titel Overconvergent Siegel Modular Symbols.

## Karriere
Anfangs arbeitete Snaith unter dem Namen „Manitoba“. Aufgrund einer Klage von Richard Manitoba musste er diesen Namen jedoch aufgeben.
Sein 2007 erschienenes Album Andorra gewann den Polaris Music Prize 2008, das Album Swim erhielt 2011 den Juno Award in der Kategorie „Electronic Album of the Year“.
Üblicherweise wird Snaith bei Liveauftritten von einer Live-Band unterstützt, bei der er zumeist Schlagzeug spielt.
Snaith lebt zurzeit in England.

## Diskografie

### Als Manitoba
- People Eating Fruit (EP, 2000)
- Paul’s Birthday (CDS, 2001)
- Start Breaking My Heart (2001)
- give’r (EP, 2001)
- If Assholes Could Fly This Place Would Be an Airport (12", 2003)
- Jacknuggeted (CDS, 2003)
- Up in Flames (2003)
- Hendrix with Ko (CDS, 2003)
- Up in Flames (Special Edition) mit Bonus-CD (2003)

Das meiste ältere Manitoba-Material wurde später unter dem neuen Namen Caribou neu veröffentlicht.

### Als Caribou
- Start Breaking My Heart (Wiederveröffentlichung 2006)
- Up in Flames (Wiederveröffentlichung 2006)
- Yeti (CDS/12", 2005)
- The Milk of Human Kindness (2005)
- Tour-Only CD (Super Furry Animals Tour, 2005)
- Marino (DVD, 2005)
- Andorra (2007)
- Melody Day (CDS, 2007)
- Tour-Only CD (2007)
- She’s the One (2008)
- Swim (2010)
- Our Love (2014)
- Can’t Do Without You (Single, 2014, UK: Silber)[5]
- Suddenly (2020)
- Honey (2024)

### Als Daphni
- Jiaolong (2012)
- Joli Mai (2017)
- Cherry (2022)

## Trivia
Sein Song Odessa aus dem Album Swim ist im Computerspiel FIFA 11 zu hören.
Der Titel Leave House aus dem Album Swim wurde im Tatort-Film Der Welten Lohn verwendet.
Sein Song Can‘t do without you ist im Film The End We Start From zu hören.